# Irina Hakamada
Irina Hakamada (em russo:   Ирина Муцуовна Хакамада) (13 de abril de 1955), é uma política e estadista, doutorada em economia e escritora russa. Ela co-fundou o Partido Liberal russo com Boris Nemtsov.